# Université du tiers temps de Montpellier
L'Université du Tiers Temps de Montpellier ou UTT Montpellier, est un service interuniversitaire, affilié à la formation continue d'adultes, ayant pour vocation de diffuser la culture et des savoirs scientifiques auprès d'un large public. Située dans les locaux de l'Hôtel de Varennes à Montpellier, elle dispense un ensemble de cours et de conférences durant l'année universitaire,. Les enseignements sont essentiellement assurés pas des intervenants des deux universités de Montpellier et regroupent des disciplines très diverses (lettres, sciences humaines, médecine, droit, etc.),.  

## Historique
L'Université du Tiers Temps a été fondée en 1975 dans le cadre de l'Université Paul-Valéry ; la première promotion comptait cinq cents étudiants.   
En 1987, elle devient un service interuniversitaire des universités de Montpellier. La nouvelle institution est gérée administrativement par l’Université Paul-Valéry, et est dotée d’un conseil d’administration propre, présidé à tour de rôle par les présidents des deux universités.   
Le président de l’UTT est un universitaire.  
En 1982, la mairie de Montpellier met la salle Pétrarque, située dans l'Hôtel de Varennes en centre-ville, à la disposition de l'UTT.

## Présidents
| Années      | Nom Prénom              | Qualité                            | Discipline            |
| ----------- | ----------------------- | ---------------------------------- | --------------------- |
| 1975 - 1980 | Lafon Robert            | Professeur des Universités         | Neuropsychiatrie      |
| 1980 - 1992 | Cholvy Gérard           | Professeur des Universités         | Histoire moderne      |
| 1992 - 1996 | Nouazé Yvon             | Professeur des Universités         | Mathématiques         |
| 1997 - 2002 | Dauverchain Jean-Claude | Professeur des Universités         | Gériatrie             |
| 2003 - 2011 | Gayraud Michel          | Professeur des Universités         | Histoire romaine      |
| 2011 - 2019 | Henn François           | Professeur des Universités         | Chimie - Physique     |
| 2019 -      | Triaire Dominique       | Professeur des Universités émérite | Littérature française |

## Vie étudiante
Évolution du nombre d'étudiants sur les dernières années :
| 2015-2016 | 2016-2017 | 2017-2018 | 2018-2019 | 2019-2020 | 2020-2021 | 2021-2022 | 2022-2023 |
| --------- | --------- | --------- | --------- | --------- | --------- | --------- | --------- |
| 2049      | 2082      | 2150      | 2216      | 2337      | 1355      | 1547      | 1865      |

Le site Internet www.utt-montpellier.fr rend compte des activités de l'Université du Tiers Temps ainsi que du programme détaillé des conférences, des modules (Histoire de l'Art, Neurosciences, Géopolitique, Economie, Philosophie, Astronomie...) et des activités (Bibliothèque, Chorale, Langues, Peinture.)
Les activités ont lieu principalement dans la salle Pétrarque, en centre-ville, mais certaines sont délocalisées (Maisons pour tous, etc.)